# Vrijheidsplein (Brussel)
Het Vrijheidsplein (Frans: Place de la Liberté) is een plein in de Belgische stad Brussel.
Het plein werd aangelegd omstreeks 1874, toen de volkswijk Onze-Lieve-Vrouw-ter-Sneeuw werd afgebroken en heropgebouwd, waarbij het stratenpatroon compleet werd hertekend. Dit gebeurde door Antoine Mennessier en Georges Aigoin op initiatief van burgemeester Jules Anspach. De naam verwijst naar de Belgische grondwettelijke vrijheden. Dit geldt ook voor de namen van de vier straten die van hieruit vertrekken, verwijzend naar de persvrijheid, de vrijheid van vereniging, de godsdienstvrijheid en de vrijheid van onderwijs.
Het plein is rechthoekig en wordt omringd door een coherent architecturaal geheel in eclectische stijl. Aan drie van de vier zijden bevindt zich symmetrische bebouwing ontworpen door Wynand Janssens in 1876-1877. Aan de vierde zijde bevindt zich het eclectische herenhuis de Knuyt de Vosmaer. Het plein met het rechthoekig grasperk werd in 1885 aangelegd door architect Pierre-Victor Jamaer. Centraal op het plein staat een standbeeld van Charles Rogier door Guillaume De Groot, ingehuldigd in 1897.
In 1978 werden vijftien Kaukasische vleugelnoten aangeplant op het plein. Op de trottoirs kwamen winterlinden. In 2023 stelde de stad Brussel een heraanleg voor met behoud van de bomen, maar het plan werd afgekeurd door de Koninklijke Commissie voor Monumenten en Landschappen, die van mening was dat de bomen het zicht ontnamen op de als monument aangemerkte huizen en daarom moesten worden vervangen door lagere beplanting.